# Paul Taylor (coreografo)
Paul Taylor, nome completo Paul Belville Taylor, (Wilkinsburg, 29 luglio 1930 – Manhattan, 29 agosto 2018), è stato un ballerino, coreografo, direttore artistico, produttore teatrale e maestro di balletto statunitense.
È stato tra gli ultimi membri viventi della terza generazione di artisti di danza moderna americani.

## Biografia
Taylor nacque a Wilkinsburg, un quartiere della contea di Allegheny, in Pennsylvania, Stati Uniti, adiacente alla città di Pittsburgh e crebbe a Washington DC. Era un nuotatore e uno studente di pittura all'Università di Syracuse alla fine degli anni '40. Dopo aver scoperto la danza attraverso i libri nella biblioteca della scuola, si trasferì alla Juilliard, dove conseguì un B.S. in danza nel 1953 sotto la direzione di Martha Hill. Era dichiaratamente omosessuale.

## Carriera
Nel 1953 danzò nelle coreografie Benjo, Dime a Dance, Fragments e Septet di Merce Cunningham e nel 1954 mise insieme una piccola compagnia di ballerini e iniziò a creare i propri lavori. Artista di spicco nonostante la sua partenza tardiva, nel 1955 entrò nella Martha Graham Dance Company per la prima di sette stagioni come solista, dove creò il ruolo del malvagio Aegisthus nella Clytemnestra della Graham. Contemporaneamente continuava a fare coreografie per la sua piccola troupe. Lavorò anche con i coreografi Doris Humphrey, Charles Weidman, José Limón e Jerome Robbins. Nel 1959 fu invitato da Balanchine come artista ospite del New York City Ballet.
I primi progetti coreografici di Taylor furono notati come distintamente diversi dalle opere moderne e fisiche per cui sarebbe diventato famoso e invitarono persino il confronto con le rappresentazioni concettuali del Judson Dance Theatre degli anni '60. Per Duet (1957) Taylor e il pianista, che suonò un 'silenzio' del compositore John Cage, rimasero completamente immobili. Nello stesso programma c'era un'opera chiamata Epic, in cui Taylor si muoveva lentamente sul palco in una suite di lavoro mentre un annuncio del tempo registrato veniva riprodotto in sottofondo. Il critico di Dance Observer Louis Horst pubblicò una pagina bianca come una recensione nel novembre 1957 come risposta. Era parte di Seven New Dances in cui Martha Graham lo definiva un "cattivo ragazzo". Anche se con la sua opera di riferimento Aureole (1962) partì da un'estetica così avanguardista, l'esecuzione era ancora intesa a provocare i critici di danza, perché sfacciatamente i suoi movimenti moderni non erano basati sulla musica contemporanea ma su uno spartito barocco. Era un coreografo così interessato all'oggetto quanto alla forma, molti dei pezzi e dei movimenti di Taylor sono esplicitamente su qualcosa. Alcuni movimenti sono legati al suo amore per gli insetti e al loro modo di muoversi. Altri movimenti sono influenzati dal suo amore per il nuoto. Mentre può spingere i suoi ballerini nello spazio per la bellezza pura di esso, egli li usa più spesso per illuminare questioni così profonde come la guerra, la pietà, la spiritualità, la sessualità, la moralità e la mortalità. È forse molto noto per la sua danza del 1975, Esplanade. In Esplanade Taylor era affascinato dal movimento quotidiano che le persone "recitano" quotidianamente dal correre allo scivolare al camminare al saltare e al cadere. L'opera è basata sui 5 movimenti del Concerto per violino di Bach n. 2 in Mi bemolle maggiore. Un altro suo famoso lavoro è Private Domain (1969). Taylor era affascinato dall'idea di prospettiva e dalla relazione tra realtà e apparenza. In Private Domain Taylor commissionò le scene ad Alex Katz, i cui pannelli rettangolari impedivano al pubblico di vedere una parte del palco a seconda dei punti di osservazione. Il rapporto tra visibile e invisibile vissuta dal pubblico fu ben accolta. In un'altra opera, Lost, Found, Lost (1969), Taylor mostra ancora il suo interesse per il movimento di tutti i giorni con i ballerini che si muovono individualmente nelle quinte mentre aspettano di usare un telefono pubblico.
Taylor commissionò la propria versione de La sagra della primavera di Nijiinsky nel 1980 che chiamò The Rehearsal. Accompagnato da una versione a due pianoforti dello spartito originale di Stravinskij, The Rehearsal era una storia poliziesca completa di arresti e rapimenti, ma Taylor bilanciò la sua versione con ogni ode all'originale. In una scena una madre addolorata riecheggia la fanciulla prescelta dalla versione di Nijiinsky. Questo equilibrio tra vecchio e nuovo fu molto lodato.
Altri lavori noti e apprezzati o controversi di Taylor comprendono Big Bertha (1970), Airs (1978), Arden Court (1981), Sunset (1983), Last Look (1985), Speaking in Tongues (1988), Brandenburgs (1988), Company B (1991), Piazzolla Caldera (1996), Black Tuesday (2001), Promethean Fire (2002) e Beloved Renegade (2008). Alcune di queste danze, eseguite dalla Paul Taylor Dance Company, sono state anche autorizzate a compagnie come il Balletto Reale Danese, il Miami City Ballet, l'American Ballet Theatre e l'Alvin Ailey American Dance Theater.

## Collaborazioni
Taylor ha collaborato con artisti come Robert Rauschenberg, Jasper Johns, Ellsworth Kelly, Alex Katz, Tharon Musser, Thomas Skelton, Gene Moore, John Rawlings, William Ivey Long, Jennifer Tipton, Santo Loquasto, James F. Ingalls, Donald York e Matthew Diamond. La sua carriera e il suo processo creativo sono stati molto discussi, in quanto è l'oggetto del documentario candidato all'Oscar Dancemaker e autore dell'autobiografia "Dominio privato" e del saggio del The Wall Street Journal "Why I Make Dances".

## Riconoscimenti
Taylor è stato un destinatario del Kennedy Center Honors nel 1992 e ha ricevuto un Emmy Award per Speaking in Tongues, prodotto da WNET/New York l'anno precedente. Nel 1993 è stato insignito della National Medal of Arts dal presidente Clinton. Ha ricevuto l'Algur H. Meadows Award per l'Excellence in the Arts nel 1995 ed è stato nominato uno dei 50 eminenti americani premiati in riconoscimento dei loro eccezionali risultati presso l'Office of Scholarly Programs della Biblioteca del Congresso. È il destinatario di tre borse di studio Guggenheim e di un dottorato ad honorem di Belle Arti dal California Institute of the Arts, Connecticut College, Università Duke, la Juilliard School, Skidmore College, State University di New York presso Purchase, Università di Syracuse e Adelphi University. I riconoscimenti per il successo nel corso della vita includono una borsa di studio della Fondazione MacArthur – spesso chiamata il "premio del genio" – e il Samuel H. Scripps American Dance Festival Award. Altri premi includono il New York State Governor's Arts Award e il New York City Mayor's Award of Honor per l'arte e la cultura. Nel 1989 Taylor è stato eletto uno dei dieci membri onorari americani dell'American Academy e Institute of Arts and Letters.
Dopo essere stato eletto cavaliere dal governo francese come Chevalier de l'Ordre des arts et des lettres nel 1969 e elevato a Officier nel 1984 e Commandeur nel 1990, Taylor ha ricevuto il riconoscimento più alto della Francia, la Legion d'onore, per contributi eccezionali alla Cultura francese, nel 2000.
Private Domain, originariamente pubblicato da Alfred A. Knopf e ripubblicato da North Point Press e successivamente dalla University of Pittsburgh Press, fu nominato dal National Book Critics Circle come la più illustre biografia del 1987. Dancemaker, il lungometraggio su Taylor del premiato Matthew Diamond, fu salutato da Time come "forse il miglior documentario di danza di sempre". Facts and Fancies: Essays Written Mostly for Fun di Taylor, è stato pubblicato da Delphinium nel 2013.

## Paul Taylor Dance Company
Le opere del coreografo, per un totale di 144, sono eseguite dalla Paul Taylor Dance Company di fama mondiale, composta da 16 membri, dalla Taylor 2 di dimensioni da camera e da compagnie di balletto di tutto il mondo.
Dei suoi lavori 50 sono documentati in notazione Laban. In ogni spartito completo è presente una sezione "Materiale introduttivo" che include argomenti quali: cast, note stilistiche e altre informazioni sulla produzione.
Un documentario del 2015 intitolato Paul Taylor: Creative Domain presenta il suo processo creativo. È stato descritto come "una raffigurazione dal vero della creazione di Three Dubious Memories del 2010, il suo 133° pezzo di danza moderna per l'omonima compagnia da lui fondata 61 anni fa".

## Lavori scelti
- Circus Polka (1955)
- 3 Epitaphs (1956)
- Seven New Dances (1957)
- Rebus (1958)
- Tablet (1960)
- Fibers (1961)
- Junction (1961)
- Aureole (1962)
- La Negra (1963)
- Scudorama (1963)
- Party Mix (1963)
- The Red Room (1964)
- Duet (1964)
- Post Meridian (1965)
- Orbs (1966)
- Lento (1967)
- Public Domain (1968)
- Private Domain (1969)
- Churchyard (1969)
- Big Bertha (1970)
- Fetes (1971)
- So Long Eden (1972)
- Noah's Minstrels (1973)
- American Genesis (1973)
- Sports and Follies (1974)
- Esplanade (1975)
- Runes (1975)
- Cloven Kingdom (1976)
- Polaris (1976)
- Images (1977)
- Dust (1977)
- Airs (1978)
- Nightshade (1979)
- Profiles (1979)
- Le Sacre Du Printemps (1980)
- Arden Court (1981)
- House of Cards (1981)
- Mercuric Tidings (1982)
- Sunset (1983)
- Equinox (1983)
- Roses (1985)
- Musical Offering (1986)
- Counterswarm (1988)
- Danbury Mix (1988)
- The Sorcerer's Sofa (1989)
- Fact & Fancy (1991)
- Company B (1991)
- Spindrift (1993)
- Prim Numbers (1997)
- Eventide (1997)
- Piazzola Caldera (1997)
- The Word (1998)
- Oh, You Kid! (1999)
- Cascade (1999)
- Dandelion Wine (2000)
- Black Tuesday (2001)
- Antique Valentine (2001)
- In The Beginning (2003)
- Le Grand Puppetier (2004)
- Spring Rounds (2004)
- Troilus and Cressida (2006)
- Lines Of Loss (2007)
- De Suenos Que Se Repiten (2007)
- Changes (2008)
- Also Playing (2009)
- Three Dubious Memories (2010)
- The Uncommitted (2011)
- To Make Crops Grow (2012)
- Perpetual Dawn (2013)
- Sea Lark (2014)
- Death and the Damsel (2015)